# كاميلا جيانجريكو كامبيز
كاميلا جيانجريكو كامبيز (بالإسبانية: Liz Camila Giangreco Campiz)‏ مواليد 24 أغسطس 1996 في أسونسيون، هي لاعبة كرة مضرب باراغوايانية وتحتل حالياً المرتبة 800 (4 أبريل 2016) في تصنيف رابطة محترفات كرة المضرب. أعلى تصنيف لها في الفردي كان 534. أعلى تصنيف لها في الزوجي كان 620.

## النهائيات

### الفردي (1–1)
| الحصيلة | الرقم | التاريخ        | الدورة         | الأرضية | المنافس          | النتيجة  |
| ------- | ----- | -------------- | -------------- | ------- | ---------------- | -------- |
| الفوز   | 1.    | 22 أكتوبر 2012 | لوكي، باراغواي | ترابية  | أناميكا بهارجافا | 7–5, 6–4 |
| الوصافة | 1.    | 13 أكتوبر 2014 | ليما، بيرو     | ترابية  | بيانكا بوتو      | 3–6, 4–6 |

## روابط خارجية
- كاميلا جيانجريكو كامبيز على موقع رابطة محترفات التنس (الإنجليزية)
- كاميلا جيانجريكو كامبيز على موقع الاتحاد الدولي لكرة المضرب (الإنجليزية)
- كاميلا جيانجريكو كامبيز على موقع كأس بيلي جين كينغ (الإنجليزية)
- كاميلا جيانجريكو كامبيز على موقع خلاصة التنس.كوم (الإنجليزية)
- كاميلا جيانجريكو كامبيز على موقع إي إس بي إن.كوم (الإنجليزية)
- كاميلا جيانجريكو كامبيز على موقع أوليمبيديا (الإنجليزية)